# Skoda 305 mm Model 1911
305-мм мортира Шкода М11 (нем. Škoda 30.5 cm Mörser M.11) — осадная гаубица (мортира), использовавшаяся артиллерией Военно-сухопутных сил Австро-Венгрии в Первую мировую войну и Вооружёнными силами нацистской Германии (вермахт) во Вторую мировую войну.

## Разработка

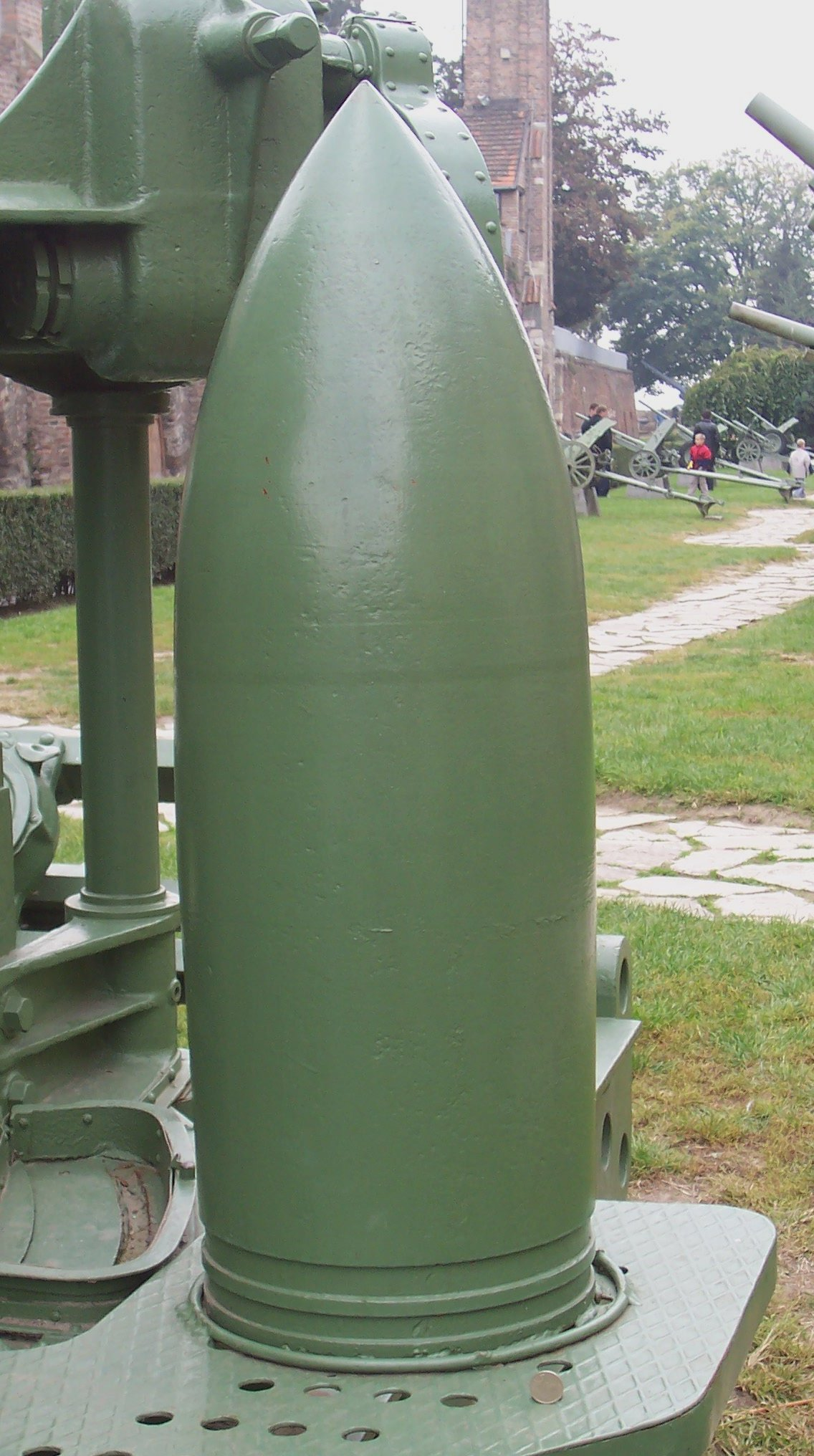
Снаряд мортиры «Шкода».

Разработка 305 миллиметровой мортиры началась в 1906 году, когда Австро-Венгерское военное руководство заключило контракт с компанией Шкода Холдинг на разработку орудия, способного пробивать бетонные крепости в Бельгии и Италии. Разработка продолжалась до 1909 года, когда был выпущен первый прототип и был тайно испытан в Венгрии в 1910 году.
Орудие было способно пробивать два метра укреплённого бетона, благодаря специальному бронебойному снаряду, весившему 384 килограмма. У первого образца были технические проблемы, но после нескольких улучшений в 1911 году, улучшенный экземпляр прошёл очередные испытания в Феликсдорфе и в горах Тироля. После этого военный министр Мориц фон Ауффенберг заказал у чешского предприятия 24 единицы нового орудия.

## Описание
Орудие перевозилось по трём частям с помощью 100-сильного 15-тонного артиллерийского тягача Austro-Daimler M12. Оно разбиралось на ствол, платформу и лафет. Каждая часть имела свой прицеп. Орудие могло быть собрано и подготовлено к стрельбе примерно за 50 минут.
Мортира могла стрелять двумя типами снарядов: тяжёлым бронебойным замедленного действия, весившим 384 кг, и лёгким 287-килограммовым снарядом с контактным взрывателем. Лёгкий снаряд был способен создать кратер, достигающий 8 метров в диаметре и в глубину, и уничтожить незащищённую пехоту в радиусе до 400 метров.
Расчёт орудия составлял 15 — 17 человек личного состава. Скорострельность орудия составляла примерно 10 — 12 выстрелов в час. После выстрела оно автоматически возвращалось в горизонтальное положение для перезарядки.
В 1916 году была создана новая версия М11/16. Основное различие заключалось в новой конструкции лафета, позволяющей орудию вращаться на 360° в горизонтальной плоскости. Также в 1916 году была создана мортира М16 с более длинным стволом и большей дальностью стрельбы.

## История
4 мортиры (2-й австро-венгерские моторбатареи) помогали союзнику — немецкой армии на Западном фронте в самом начале Первой мировой. Они использовались вместе с «Большой Бертой» для уничтожения колец бельгийских крепостей около Льежа, Намюра и Антверпена. Хотя М11 применялась на Восточном, Итальянском и Сербском фронтах до конца войны, на Западном они использовались лишь в начале.
В 1915 году 10 мортир были использованы для поддержки Австро-Венгро-Германского вторжения в Сербию под командованием немецкого генерала Августа фон Макензена. Одна из них была восстановлена в Белградском военном музее. К концу войны на вооружении находилось 79 единиц орудий всех трёх типов. Уничтожено было лишь 24.
В Межвоенный период большое количество мортир находилось на вооружении Югославии (4 единицы М11 и 6 единиц М16), Румынии, Италии (23 единицы М11, 16 единиц М11/16 и 16 единиц М16), Чехословакии (17 единиц М16) и Венгрии (три единицы М11 и две единицы М16). Два орудия осталось в Австрии, одно — в Венском военно-историческом музее, а второе — в качестве тренировочного в Инсбруке.
В 1939 году нацистская Германия захватила все 17 чехословацких орудий, восстановило орудие из музея и ввела в строй под обозначением 30.5 cm Mörser (t). 
В 1941 году они получили ещё пять орудий после поражения Югославии и ввели их в строй под обозначением 30.5 cm Mörser 638(j). В годы Второй мировой войны они применялись против Польши, Франции и Советского Союза в составе тяжёлых артиллерийских батальонов 624-го, 641-го и 815-го, а также в составе двух тяжёлых неподвижных артиллерийских батарей 230-й и 779-й.
624-й, 641-й и 815-й батальоны принимали участие в осаде Севастополя.
Неясно, применялись ли эти орудия Румынией против Советского Союза. По крайней мере одно орудие М11 было захвачено у Югославии и использовалось береговой обороной у Адриатического моря под обозначением 30.5 cm Mörser 639(j). Возможно, они были модернизированы, так как Югославским обозначение было 305 mm M 11/30. Пять венгерских орудий состояли на вооружении в составе 101-й и 102-й артиллерийских групп и применялись против Югославии и Союза ССР.
На сегодняшний день осталось 4 орудия данного типа: одно в крепости Осовец, одно М11 в Роверето, Италия (Museo Storico Italiano della Guerra), второе выставлено в Белградском военном музее и третье — в Бухарестском Национальном военном музее вместе с единственной М16.

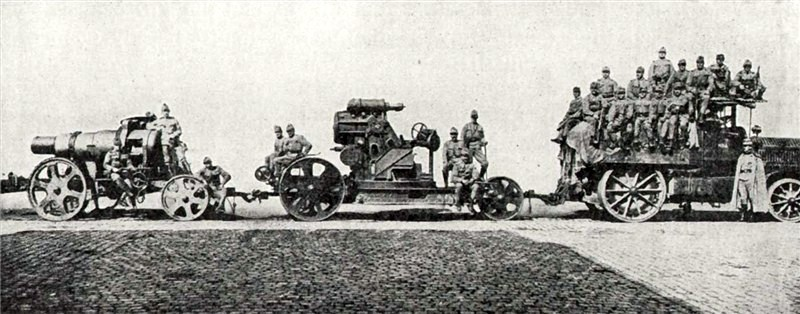
Австро-Даймлер М12 буксирует М11 с расчётом, на двух прицепах, 1914 год.
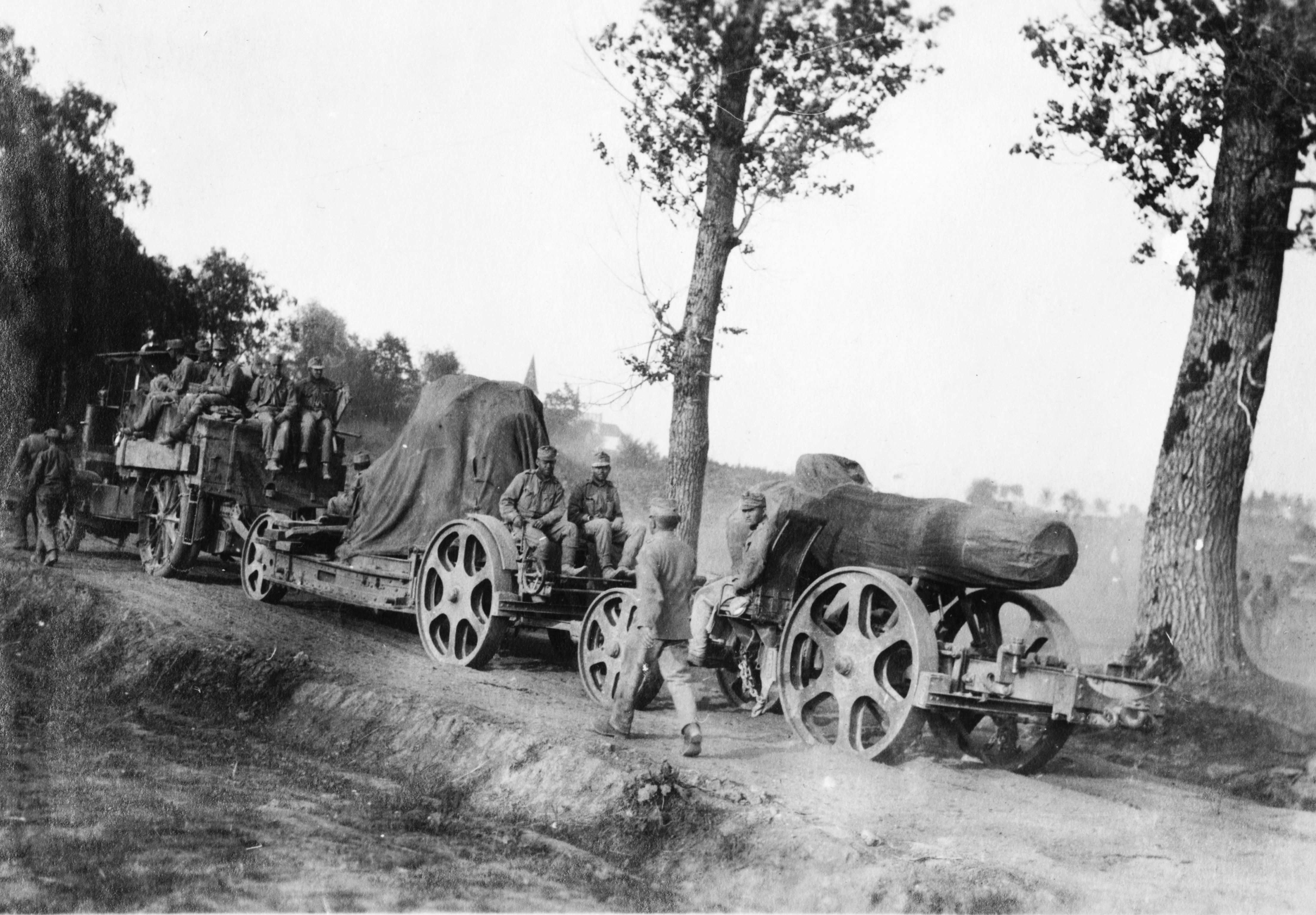
Австро-Даймлер М12 буксирует М11, на двух прицепах, 1916 год.
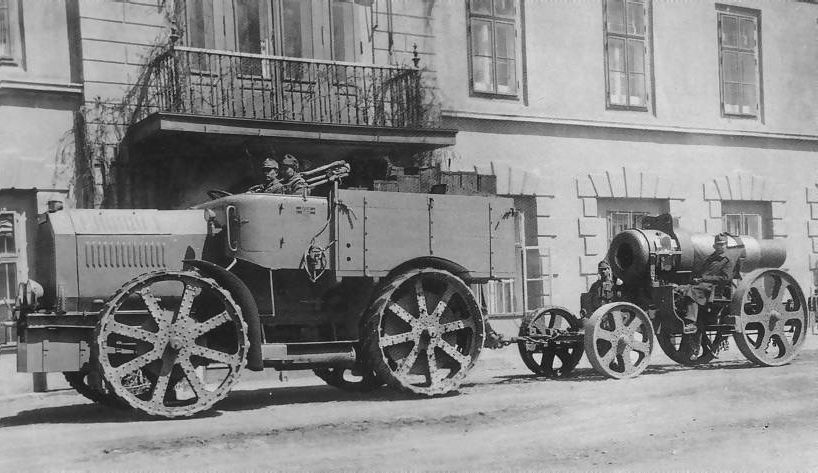
Австро-Даймлер М17 или «Голиаф»  буксирует М11, 1917 год.
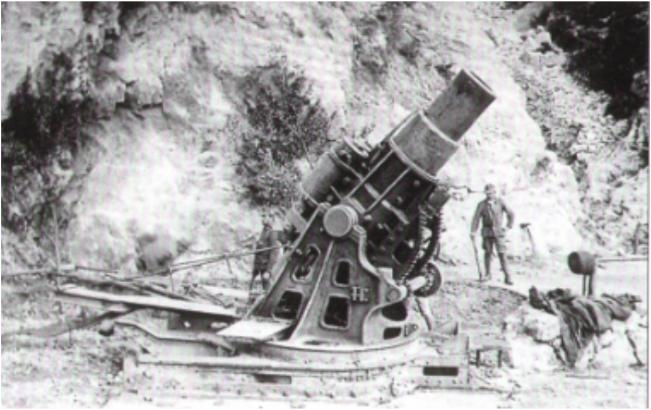
305-мм мортира М11, 1915 год.
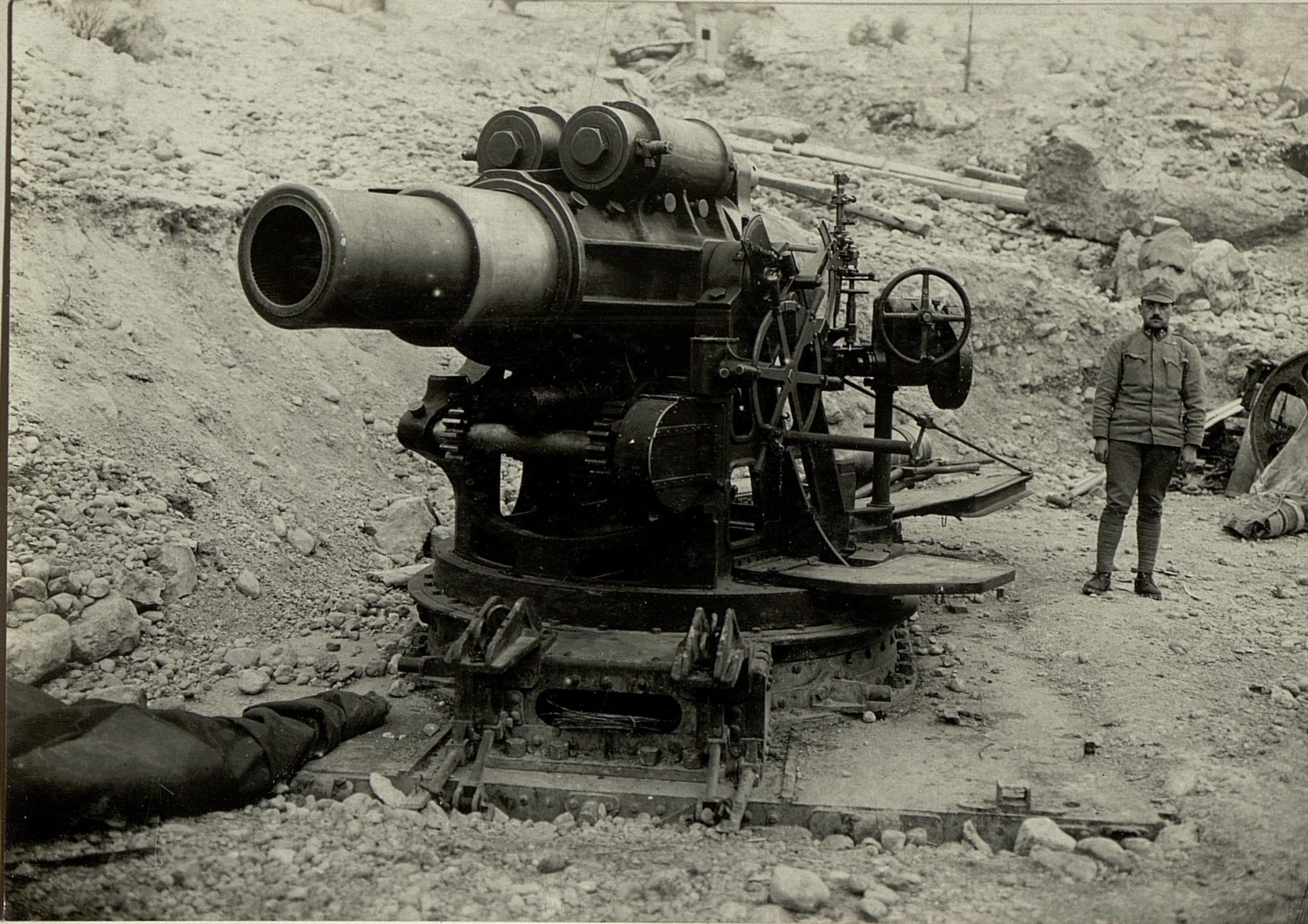
30,5 см мортира М11 на дороге в Кершовец, Первая мировая война, 1916 год.
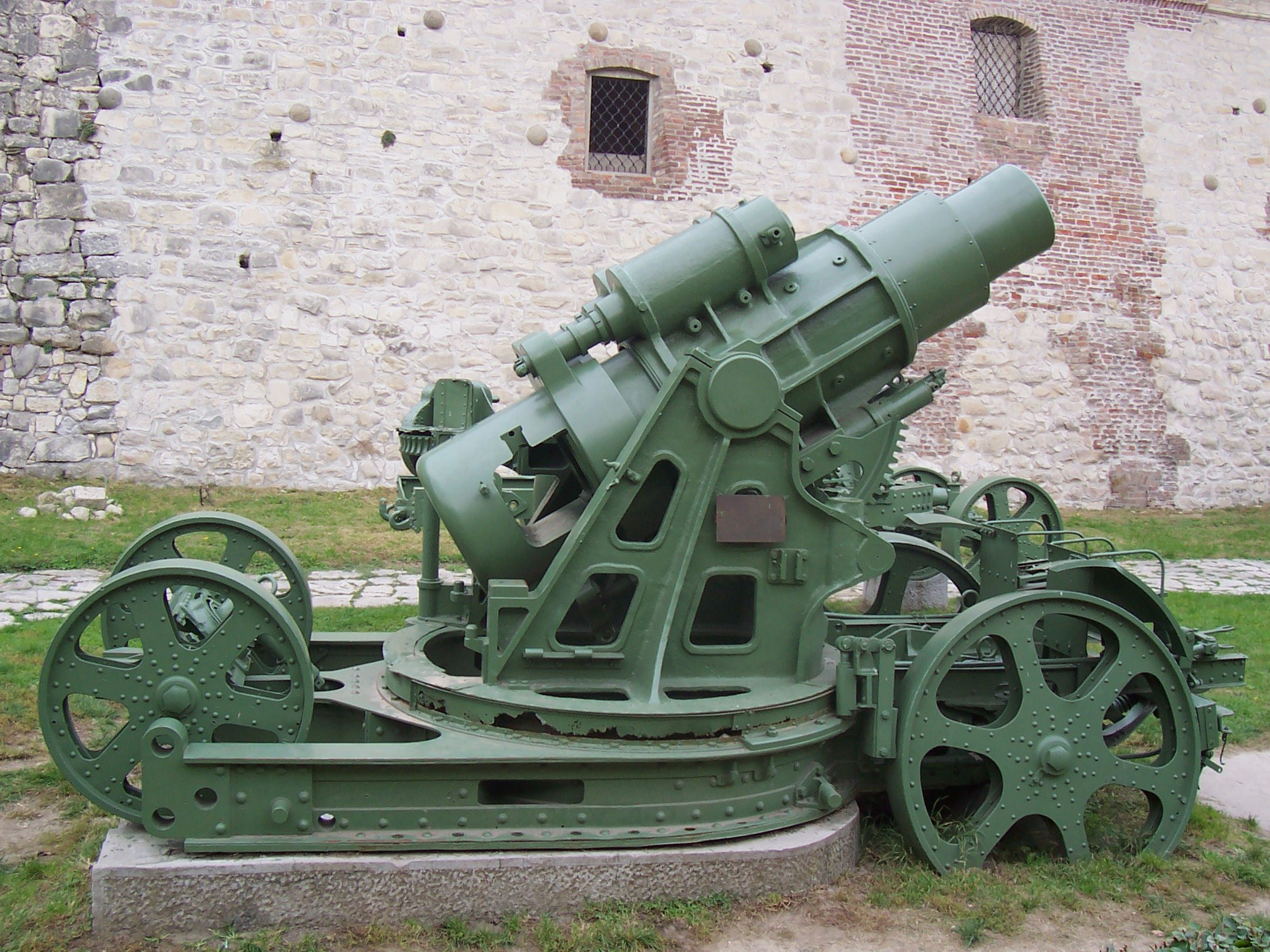
Мортира «Шкода», модель 1911 года.

### Похожие орудия
- BL 12-inch Howitzer — Британский эквивалент
- 305-мм гаубица образца 1915 года — Русский эквивалент